# Denis Law
Denis Law (24. únor 1940, Aberdeen – 17. ledna 2025) byl skotský fotbalista, útočník.

## Kariéra
Roku 1964 získal Zlatý míč pro nejlepšího fotbalistu Evropy. Figuruje na seznamu UEFA Jubilee 52 Golden Players.
S Manchesterem United získal v sezóně 1967-68 Pohár mistrů evropských zemí. Dvakrát v jeho dresu vyhrál anglickou ligu (1965, 1967) a jednou FA Cup (1963). Ve skotské reprezentaci odehrál 55 utkání a vstřelil 30 branek, zúčastnil se s ní mistrovství světa roku 1974. V sezóně 1968-69 byl nejlepším střelcem Poháru mistrů. Působení: Huddersfield Town (1956–1960), Manchester City (1960–1961), Torino FC (1961–1962), Manchester United (1962–1973), Manchester City (1973–1974). Pro Manchester United je klubovou legendou, sehrál za něj celkem 404 zápasů, v nichž vstřelil 237 gólů, což z něj dělá třetího nejlepšího střelce v historii klubu za Bobby Charltonem a Waynem Rooneym . Jeho 46 gólů za jednu sezónu je dodnes klubovým rekordem.